# Copa do Brasil de Futebol Sub-15
A Copa Brasil de Futebol Sub-15, conhecida igualmente como Copa Londrina, é uma tradicional competição de futebol masculino promovida pela Prefeitura de Londrina.
Na competição, já disputaram inúmeras equipes brasileiras e também equipes estrangeiras convidadas, que representaram os seguintes países: Bolívia, Estados Unidos, Japão, Paraguai e Venezuela.

## História
A competição, organizada pela Prefeitura de Londrina, teve sua inauguração no ano de 2002, quando o Grêmio conquistou a primeira edição do torneio. Na edição seguinte, o Internacional ficou com o título. Foi em 2005 que o Celeiro de Ases ascendeu ao posto de maior campeão da competição, ao conquistar seu segundo título, solidificando essa posição em 2009. Em 2011, o campeonato mudou de nome e de sede: foi para quatro cidades, Apucarana, Arapongas, Bela Vista do Paraíso e Uraí, também no interior paranaense, e passou a se chamar Copa Brasil.

## Campeões

### Títulos por clube
| Pos  | Clube               | Títulos | Vices | Semifinais |
| ---- | ------------------- | ------- | ----- | ---------- |
| 1.º  | Internacional       | 3       | 1     | 1          |
| 2.º  | Grêmio              | 2       | —     | 2          |
| 3.º  | Cruzeiro            | 1       | 1     | 3          |
| 4.º  | Atlético Paranaense | 1       | 1     | 2          |
| 5.º  | São Paulo           | 1       | 1     | —          |
| 6.º  | Palmeiras           | 1       | —     | 1          |
| 6.º  | Santos              | 1       | —     | 1          |
| 8.º  | Vitória             | 1       | —     | —          |
| 9.º  | Flamengo            | —       | 2     | 1          |
| 9.º  | Fluminense          | —       | 2     | 1          |
| 9.º  | Vasco da Gama       | —       | 2     | 1          |
| 12.º | Paraná              | —       | 1     | 1          |
| 13.º | Atlético Mineiro    | —       | —     | 2          |
| 13.º | Coritiba            | —       | —     | 2          |
| 15.º | América Mineiro     | —       | —     | 1          |
| 15.º | Corinthians         | —       | —     | 1          |
| 15.º | Desportivo Brasil   | —       | —     | 1          |
| 15.º | Figueirense         | —       | —     | 1          |

### Títulos por federação
| Pos | Cidade            | Títulos | Vices | Semifinais |
| --- | ----------------- | ------- | ----- | ---------- |
| 1.º | Rio Grande do Sul | 5       | 1     | 3          |
| 2.º | São Paulo         | 3       | 1     | 4          |
| 3.º | Paraná            | 1       | 2     | 5          |
| 4.º | Minas Gerais      | 1       | 1     | 6          |
| 5.º | Bahia             | 1       | —     | —          |
| 6.º | Rio de Janeiro    | —       | 6     | 3          |
| 7.º | Santa Catarina    | —       | —     | 1          |

### Títulos por região
| Pos | Cidade   | Títulos | Vices | Semifinais |
| --- | -------- | ------- | ----- | ---------- |
| 1.º | Sul      | 6       | 3     | 9          |
| 2.º | Sudeste  | 4       | 8     | 13         |
| 3.º | Nordeste | 1       | —     | —          |